# New Zealand Special Air Service

Abzeichen des New Zealand Special Air Service (identisch mit dem des brit. SAS)

Der New Zealand Special Air Service (NZSAS) ist eine Spezialeinheit des neuseeländischen Heeres für Kommandoeinsätze, Terrorismusbekämpfung und Geiselbefreiung. Die Belange der Einheit unterliegen der Geheimhaltung, deshalb werden von offizieller Seite auch keine Angaben zum Aufgabenspektrum, zur Leistungsfähigkeit oder zur Ausbildung gemacht. Die Einheit wurde am 7. Juli 1955 aufgestellt und ist seitdem ununterbrochen im Dienst.

## Auftrag
Zu den Aufgaben des SAS zählen das Sammeln von Informationen über den Feind (Militärische Aufklärung), die Durchführung von Sabotage hinter feindlichen Linien, das Markieren von Zielen für den Beschuss und die Befreiung von gefangenen Soldaten oder Zivilisten. Neben Kriegseinsätzen wird der SAS auch als Antiterroreinheit im Inland eingesetzt, vor allem zur Geiselbefreiung, aber auch zur gezielten Eliminierung von Staatsfeinden oder anderen von der neuseeländischen Regierung als Terroristen eingestuften Personen oder Gruppierungen. Er bildet Spezialeinheiten befreundeter Länder aus und handelt bei Bedarf auch verdeckt, so dass eine Beteiligung der Regierung nicht erkennbar ist. Bemerkenswerterweise übernimmt der zum Militär gehörende SAS auch Aufgaben einer polizeilichen Spezialeinheit, dazu gehört unter anderem der Schutz hoher Würdenträger.

## Organisation
Der NZSAS hat sein Hauptquartier am Stadtrand von Auckland auf einem Militärflugplatz in Whenuapai. Die Einheit bestehen aus einem Kommando- und Ausbildungszug sowie zwei Einsatzeinheiten mit drei Zügen, die auf die drei Einsatzgebiete Wasser, Luft und Gebirge spezialisiert sind. Die eine Einsatzeinheit ist für Antiterror-Operationen ausgebildet und ausgerüstet, die zweite für den militärischen Einsatz als Kommandoeinheit. Insgesamt soll die Mannstärke der Einsatzkräfte nicht höher als ca. 120 Soldaten sein, die Stärke der Unterstützungseinheiten ist nicht bekannt.
Die Einsatzzüge unterteilen sich in mehrere kleine Gruppen von vier bis sechs Soldaten, die von einem Offizier oder Unteroffizier geführt und unabhängig eingesetzt werden. Eine Besonderheit bei der Ausbildung ist das Spurensuchen. Die Neuseeländer haben diese Fähigkeit so weit entwickelt, dass sie andere ausländische Einheiten, wie etwa die amerikanischen Green Berets, in der Spurensuche ausbildeten.

## Rekrutierung und Ausbildung
Die Auswahl- und Trainingsanforderungen für die Bewerber sind ebenso hart wie beim britischen und australischen SAS. Da nur wenige Plätze vorhanden sind, werden jedes Jahr die Besten von den zehn Prozent genommen, die das Auswahlverfahren bestanden haben. Intelligenz und Initiative sind die wichtigsten Grundvoraussetzungen für eine Aufnahme.
Jeder, der abhängig vom Rang zwischen 18 Monaten und vier Jahren in der Armee gedient hat, kann sich bewerben und muss sich einem strengen mentalen und physischen Testprogramm unterziehen. Diejenigen, die aufgenommen werden, erhalten nach einem Rotationsprinzip ihre Ausbildung in den drei Einsatzbereichen amphibisch, Fallschirmsprung und Gebirge. Die Antiterror-Ausbildung ist ein Spezialgebiet und dauert zwischen zwei und drei Jahren. Für besondere Einsätze werden nach Bedarf auch Sprachkurse abgehalten.
Da Neuseeland über keine seegestützte Spezialeinheit (Kampfschwimmer) verfügt, übernimmt der NZSAS diese Einsatzform zusätzlich. Deshalb ist die maritime Ausbildung auch weitreichender als bei anderen Einheiten. Sie umfasst Brückenkopferkundung, Landungsunternehmen und Antiterroreinsätze auf See. Der Einsatz aus der Luft ist ein integrierter Bestandteil der Ausbildung, ebenso wie die alpine Gebirgsausbildung, verbunden mit Waffen- und Sprengstoffkunde.

## Ausrüstung
Informationen über den SAS basieren eigentlich sämtlich auf Büchern ehemaliger Mitglieder oder auf Berichten von Journalisten. Ihre Genauigkeit und ihre Aktualität sind daher begrenzt. Es kann als gesichert gelten, dass der SAS ähnlich wie andere Spezialeinheiten Zugriff auf praktisch jede Waffe hat, und sie entsprechend den eigenen Bedürfnissen modifizieren und anpassen kann.
Standardbewaffnung für militärische Einsätze ist das amerikanische Sturmgewehr M16, das um den Granatwerfer M203 ergänzt werden kann. Als Unterstützungswaffe dient das Maschinengewehr FN General Purpose Machine Gun (GPMG – genannt „Gimpy“) im Kaliber 7,62 Millimeter.
Seit dem Afghanistaneinsatz des SAS sind die Diemaco C8 SFW (Special Forces Weapon) und der H&K AG-C UGL Granatwerfer in das Arsenal des SAS übernommen worden; sie gehören nun zum Standardarsenal.

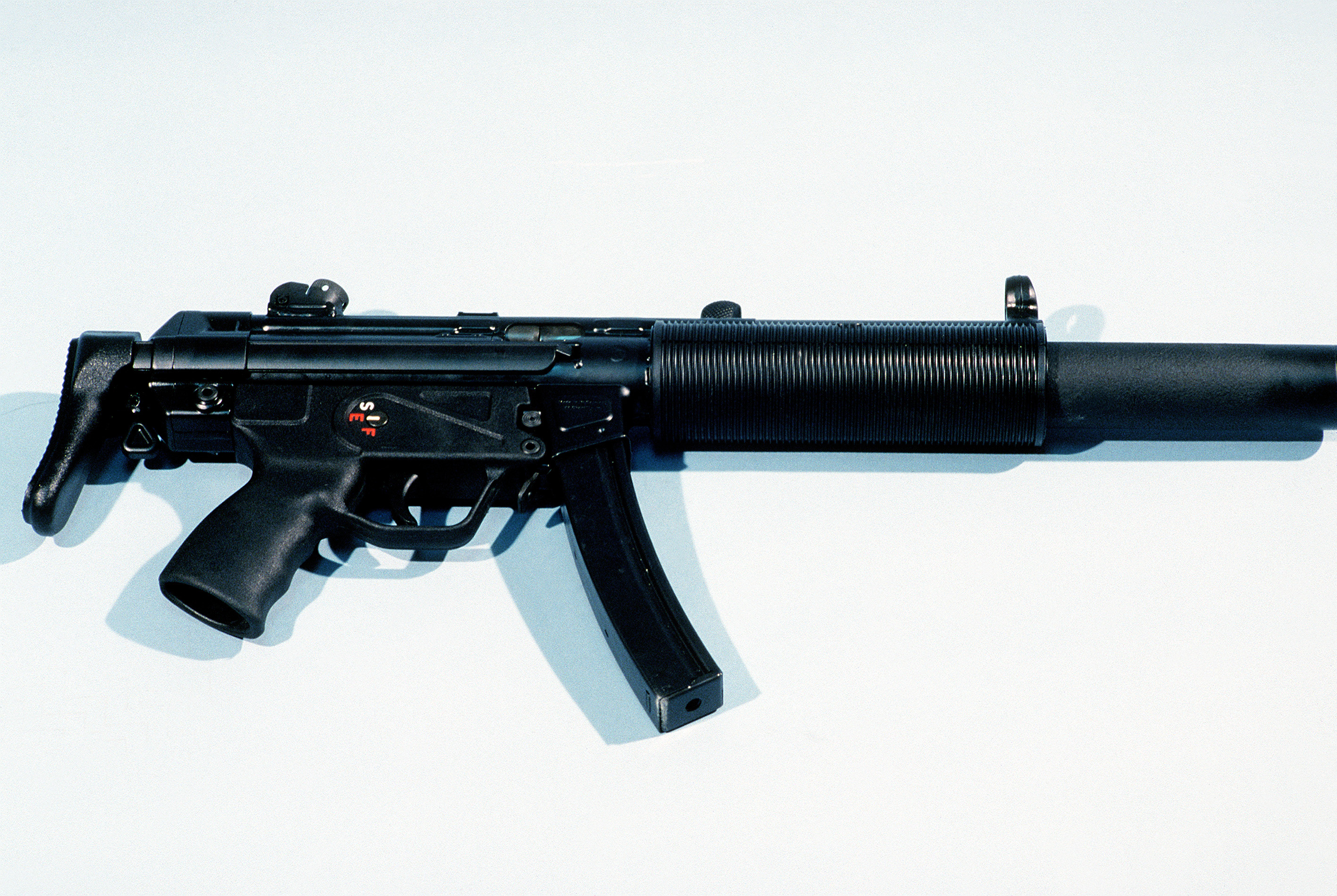
MP5SD3 mit integriertem Schalldämpfer

Für Anti-Terror-Operationen wird die Maschinenpistole Heckler & Koch MP5 verwendet, ähnlich wie bei anderen Spezialeinheiten.
Teil der Bewaffnung war jahrelang die halbautomatische Pistole Browning Hi-Power im Kaliber 9-Millimeter-Parabellum. Inzwischen jedoch wird die SIG Sauer P228 verwendet, welche die gleichen 9-Millimeter-Parabellum-Patronen verschießt wie die Hi-Power und die MP5.
Die Scharfschützengewehre vom Typ Accuracy International L96 A1 im Kaliber.308 Winchester können bei Bedarf mit einem Schalldämpfer versehen werden. Daneben stehen vom gleichen Hersteller so genannte Anti-Material-Rifles im Kaliber .50 BMG zur Verfügung.
Je nach Ziel können außerdem verschiedene Infanteriewaffen wie schwere Maschinengewehre, Granatwerfer, Raketenwerfer oder Minen eingesetzt werden.
Als Kampfanzug dient ein feuerhemmender Overall, der entsprechend den Einsatzbedingungen verschieden getarnt ist. Ein netzartiger Schal wird als Halstuch getragen, aber auch zur Tarnung von Gesicht oder Ausrüstung eingesetzt. Je nach Auftrag kann eine schusshemmende Weste ebenso dazu gehören wie eine Sturmhaube, ein Helm mit Gesichtsvisier, Nachtsichtgeräte oder Gasmasken.
Zurzeit werden laut „Jane’s“ (englischer Verlag für Militärtechnik mit Referenzcharakter) in Credenhill Mini-Drohnen aus amerikanischer Produktion erprobt, sogenannte Backpack Unmanned Surveillance Targeting and Enhanced Reconnaissance (Buster). Diese sehen aus wie Modellflugzeuge, lassen sich im Rucksack transportieren und sammeln aus der Luft Informationen. Gesteuert werden sie ähnlich einem Modellflugzeug; sie können bis zu vier Stunden in der Luft bleiben.

## Geschichte

### Beginn der Kolonialzeit
In den so genannten Neuseelandkriegen von 1845 bis 1872 wurden die britischen Truppen von den zahlenmäßig unterlegenen Māori in einer Art Guerilla-Krieg bekämpft. Einzelne Māori-Stämme unterstützen die Briten und später die Siedlermiliz, so dass diese schließlich erfolgreich blieben.
Eine besondere Fähigkeit der Māori war es, die Briten in Hinterhalte zu locken, aus denen diese sich dann nur durch die Hilfe der eigenen Māori befreien konnten. Innerhalb einer Nacht errichteten 80 Māori-Krieger ein Palisadenfort, auf das die Briten sofort zumarschierten, um es zu zerstören. Was sie aber nicht wussten – unentdeckt folgte ihnen die Hauptstreitmacht der Māori, und als die Briten in Formation auf das Fort zustürmten, wurden sie aus dem Rücken her attackiert. Die Māori im Fort verschwanden beim Angriff sofort in die Wälder, wie auch nach kurzem Gefecht die Hauptstreitmacht, bevor sie größere Verluste verzeichnen musste.

### Die Taranaki Bush Rangers und die Forest Rangers
Es dauert ziemlich lange, bis 1863 die erste Spezialeinheit aufgestellt wurde. Die Taranaki Bush Rangers bekämpften die Māori mit ihrer eigenen Taktik. Die Aufgabe dieser 50 Männer war es, in den Bergen der Nordinsel die Māori-Krieger aufzuspüren und die regulären Streitkräfte hinzuführen. Die nächste Einheit, die schon Kompaniegröße erreichte, waren die Forest Rangers. Es wurde dann auch noch eine zweite Kompanie gebildet.
Nachdem die Kämpfe ein Ende gefunden hatten und die kolonialen Verteidigungskräfte aufgelöst worden waren, folgte am 27. Oktober 1867 auch das Ende der Spezialeinheiten. In den nächsten Jahren kam es noch zu kleineren Zwischenfällen, dann wurden die Māori-Kriege 1872 offiziell für beendet erklärt. Diese Guerilla-Kampftaktik aus der Kolonialzeit übernahm man nun und passte sie dem heutigen Gefechtsfeld an.

### Dschungelkampf
Im Zweiten Weltkrieg beteiligte sich Neuseeland an der britischen Long Range Desert Group, einer motorisierten Fernspäheinheit in Nordafrika, die als Wurzel des damals in der Entstehung befindlichen SAS gilt, und 1955 beschloss man dann die Aufstellung einer eigenen Elite-Einheit, die sich am britischen Vorbild orientierte.
Nachdem die Rekrutierungs- und Ausbildungsprobleme aus der Anfangszeit behoben waren, wurde die 1st Ranger Squadron, wie der NZSAS 1955 noch hieß, in den Dschungeln von Malaysia eingesetzt, um die „kommunistischen Terroristen“ zu bekämpfen. Die Operationen fanden in den kommunistisch besetzten Gebieten statt und der Auftrag bestand darin, die Anführer der Rebellen zu töten.
Bei diesen Einsätzen kamen den Neuseeländern ihre Fähigkeiten als Fährtensucher in der Māori-Tradition sehr zustatten. Und noch eine weitere Tradition der Māori hatten die Kiwis übernommen, den Kriegstanz „haka“, den sie vor jedem Einsatz tanzten. Die Māori-Krieger führten diesen Tanz auf, um den Gegner einzuschüchtern und sich selbst durch vorgeschriebene Bewegungen und eine entsprechende Atemtechnik auf den bevorstehenden Kampf vorzubereiten.
Nachdem die Einheit 1959 wieder aufgestellt worden war, schickte Neuseeland 1962 eine Gruppe von 35 Soldaten nach Thailand, um gemeinsam mit den Amerikanern die thailändischen Ranger im Anti-Guerilla-Kampf auszubilden. 1965 kamen sie in Borneo zum Einsatz, um gemeinsam mit dem britischen SAS gegen indonesische Guerilleros zu kämpfen. Auch dort war ihre Fähigkeit, Spuren zu verfolgen, äußerst hilfreich.

### Vietnamkrieg
Ende 1968 wurden die ersten 26 Soldaten der 1st Ranger Squadron nach Vietnam verlegt. Ihr Stützpunkt war nicht weit von Saigon Nui Dat. In den nächsten zweieinhalb Jahren führten sie gemeinsam mit dem australischen SAS so genannte recce-ambush patrols durch, Spähpatrouillen mit dem Kampfauftrag, Hinterhalte zu legen. Während der 26 Monate in Vietnam waren die Neuseeländer an 155 dieser Patrouillen beteiligt, die durchschnittlich zehn Tage dauerten.
Mit dem Hubschrauber wurden die Männer in ihr Einsatzgebiet gebracht, und die Hauptaufgabe war, Informationen über Stellungen und Nachschubwege des Vietcong zu sammeln. Sie überfielen eine Stellung, wenn die Gelegenheit günstig war, und erschossen die Guerilleros. Daraufhin holte man sie wieder ab. Der Vietcong bezeichnete sie als Ma Rung, als Dschungelgeister, und setzte ein Kopfgeld von 500 US-Dollar auf jeden Neuseeländer aus – tot oder lebendig. Die Einheit hatte bei diesen Einsätzen insgesamt nur einen Mann als Verlust zu beklagen.

### Einsätze
Der NZSAS war im Zweiten Golfkrieg (1991) und bei der Operation Enduring Freedom in Afghanistan im Einsatz.

## Kooperation
Durch internationale Operationen gemeinsam mit dem australischen SASR und dem britischen SAS hat sich der NZSAS in Fachkreisen einen exzellenten Ruf erworben.